# 芳之内優花
芳之内 優花（よしのうち ゆうか、1999年7月2日 - ）は、日本の子役。スマイルモンキーに所属していた。
趣味は、ピアノ、一輪車。特技は、ダンスの振り付け。

## 出演

### 映画
- たからもの 第二話 亜米利加（2008年）
- 聴こえてる、ふりをしただけ（2012年）

### テレビドラマ
- ギャルサー（2006年、日本テレビ）
- 追跡〜失踪人捜査官・石森新次郎（2008年、TBS）まこ 役
- 土曜時代劇 咲くやこの花（2010年、NHK総合）嵐雪堂の童子 役

### その他のテレビ番組
- 芸能界歴史王決定戦（2008年、TBS）
- おとなの学力検定スペシャル小学校教科書クイズ!（2008年、日本テレビ）
- ザ!世界仰天ニュースSP（2008年、日本テレビ）
- リンカーン 秋の芸人大運動会2010（2010年、TBS）
- 将来の社長育成バラエティ ヒットのひみつ（2010年、テレビ東京）

### CM
- 三菱自動車、MiEV（2008年）
- KINCHO、カトリス（2008年）

### ビデオパッケージ
- POLA、POLA the movie - 母の記憶篇（2010年）

### スチール
- チャレンジ6年生（2010年、ベネッセコーポレーション）
- 10歳までに決まる!頭のいい子の育て方 Vol.11（2010年、学研）ISBN 978-4056058987